# Starcamp EP
STARCAMP EP – siedemnasty singel japońskiej piosenkarki Nany Mizuki, wydany 5 lutego 2008. Utwór Astrogation wykorzystano jako piosenkę przewodnią programu Music Fighter, a utwory COSMIC LOVE i Dancing in the velvet moon zostały użyte kolejno jako opening i ending anime Rosario + Vampire. Singel osiągnął 5 pozycję w rankingu Oricon i pozostał na liście przez 14 tygodni, sprzedał się w nakładzie 58 175 egzemplarzy.

## Lista utworów
| Nr | Tytuł                        | Słowa        | Kompozycja       | Aranżacja                         | Czas |
| -- | ---------------------------- | ------------ | ---------------- | --------------------------------- | ---- |
| 1. | "Astrogation"                | Hibiki       | Jun Suyama       | Jun Suyama                        | 4:31 |
| 2. | "COSMIC LOVE"                | Ryōji Sonoda | Junpei Fujita    | Junpei Fujita                     | 4:28 |
| 3. | "Dancing in the velvet moon" | Nana Mizuki  | Yasunori Uematsu | Yasunori Uematsu, Masato Nakayama | 4:31 |
| 4. | "Soradokei" (jap. 空時計)    | SAYURI       | Tsutomu Ōhira    | Tsutomu Ōhira                     | 4:04 |